# Château d'Emkendorf
Le château d'Emkendorf (Herrenhaus Emkendorf) est un château du Schleswig-Holstein qui fait la transition entre le style baroque tardif et le néoclassicisme. Il se trouve à Emkendorf dans l'arrondissement de Rendsburg-Eckernförde.

## Histoire
Le domaine, qui se trouve sur l'ancienne route de Kiel à Rendsburg, ouvre sur une allée de châtaigniers et de tilleuls de plus de 250 ans.
Le domaine appartient au XVIIIe siècle au banquier danois d'origine française, Jean-Henri Desmercières (1687-1778), qui y fait construire le château à partir de 1730 par le maître d'œuvre saxon Carl Gottlob Horn (1734-1807). Il se présente sous la forme d'un corps de logis avec toit à la Mansart et un fronton à la grecque en son milieu, soutenu par quatre pilastres ioniques à partir du premier étage. Le corps de logis est flanqué de chaque côté d'une petite aile de communs, formant une cour d'honneur. L'horloge du fronton a été placée en 1850. Du côté du parc, l'avant-corps présente un balcon au milieu de la façade. Desmercières y invite le roi Frédéric V de Danemark en 1745.
L'intérieur du château est décoré par les fresques de Giuseppe Anselmo Pellicia et les stucs de Francesco Antonio Tardey, dont une partie a été perdue au début du XXe siècle. Le vestibule du rez-de-chaussée est décoré de colonnes de style toscan, la sala terrena de pilastres et de grisailles, le salon (Adlerzimmer) avec quatre surportes représentant des paysages romains. La chambre d'apparat est décorée de scènes mythologiques représentant Hélios. On trouve à l'étage une bibliothèque ornée de boiseries, une salle de bal avec parquet et stucs rococo, un salon (le salon bleu) servant de théâtre. La chambre étrusque est remarquable avec son décor classique à la pompéienne, ainsi que la chambre de Télémaque dont les grisailles retracent les épisodes. La salle-à-manger du haut est aussi dans le goût antique, tandis que le cabinet est peint de scènes de paysages.
L'ancien jardin à la française a été transformé en parc à l'anglaise par Horn.
Après Desmercières, le château appartient au comte Detlev von Reventlow, puis à son fils le diplomate danois Friedrich Karl von Reventlow qui en hérite en 1783. Celui-ci est l'époux depuis 1779 de Julia von Schimmelmann (1762-1816), fille du puissant ministre du trésor danois d'origine allemande, le comte Carl Heinrich von Schimmelmann. La comtesse von Reventlow réunit une société brillante au château, et son salon, connu comme le cercle d'Emkendorf ou la Weimar du nord, reçoit des hommes de lettres et des personnalités politiques de l'époque, comme Friedrich Gottlieb Klopstock, Heinrich Christian Boie, Matthias Claudius, Johann Caspar Lavater, Friedrich Heinrich Jacobi et même le marquis de La Fayette.
La famille von Reventlow vend le château et ses terres en 1929 au docteur Curt Heinrich. Avec des milliers d'hectares, des dizaines de villages, des forêts et des lacs, c'était le domaine le plus important du Schleswig-Holstein. Le château abrite des centaines de réfugiés de la province de Prusse-Orientale, de Memel et de Dantzig en 1945 qui fuient l'Armée rouge, puis, après la capitulation de l'Allemagne, une garnison britannique.
Le château est toujours propriété privée actuellement. Il est réputé pour ses concerts pendant la saison du Festival de musique du Schleswig-Holstein.

## Galerie

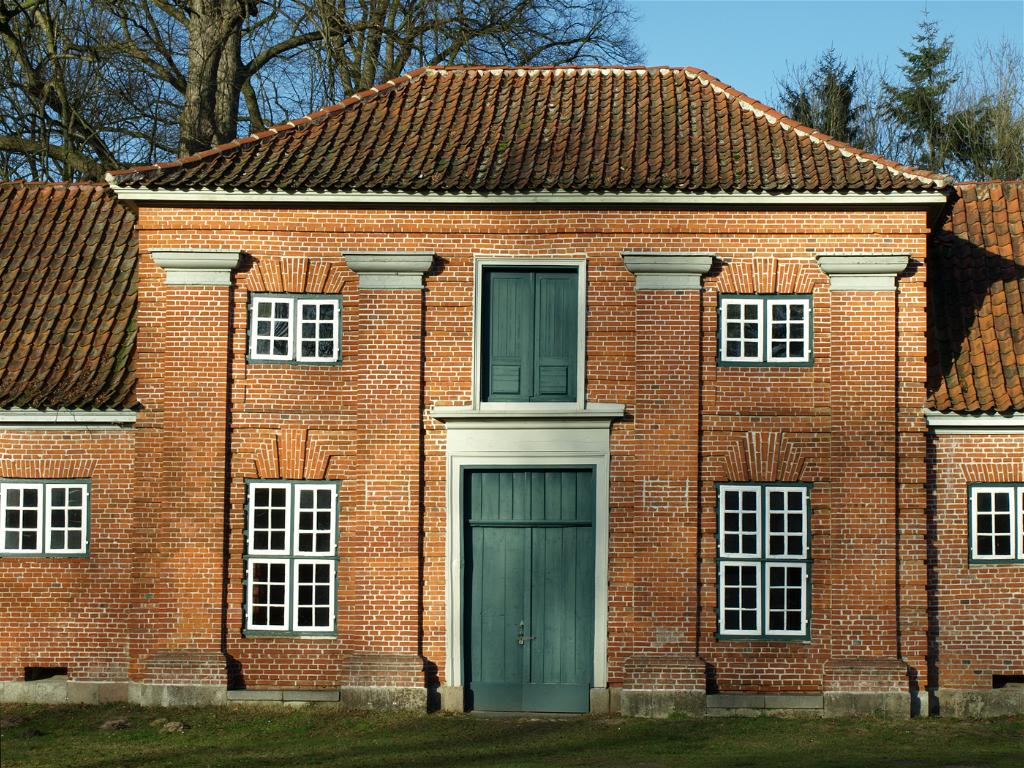
Écuries construites en 1791 à l'entrée du château. Un manège est construit en 1855 à côté
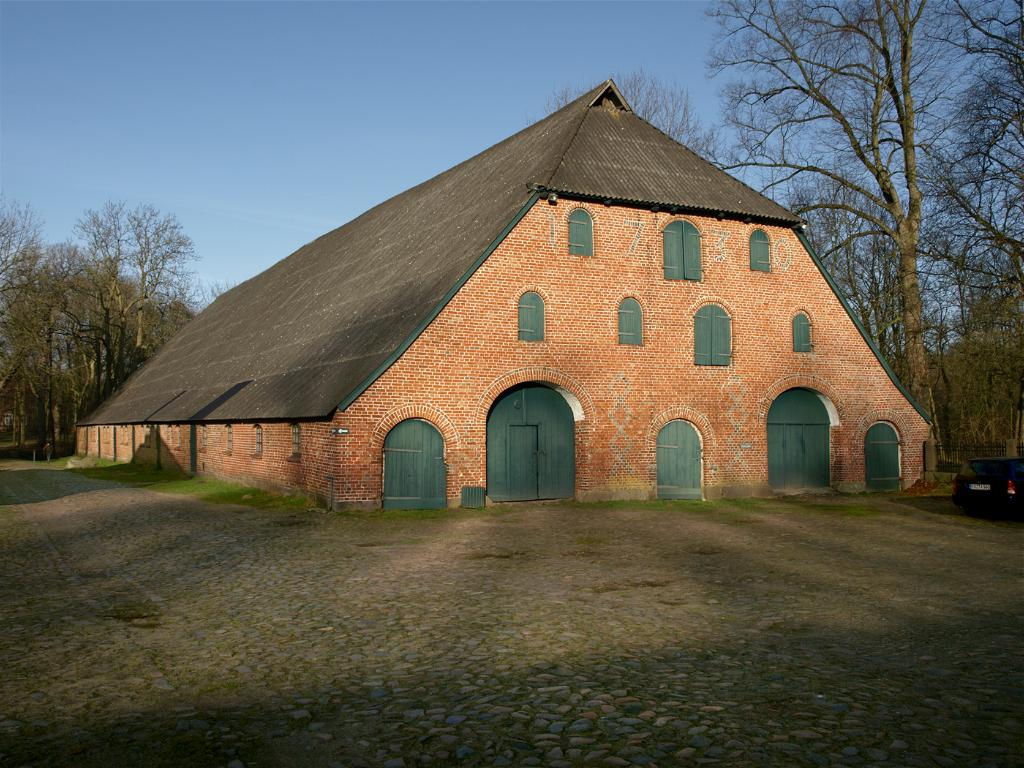
Anciennes étables construites en 1730
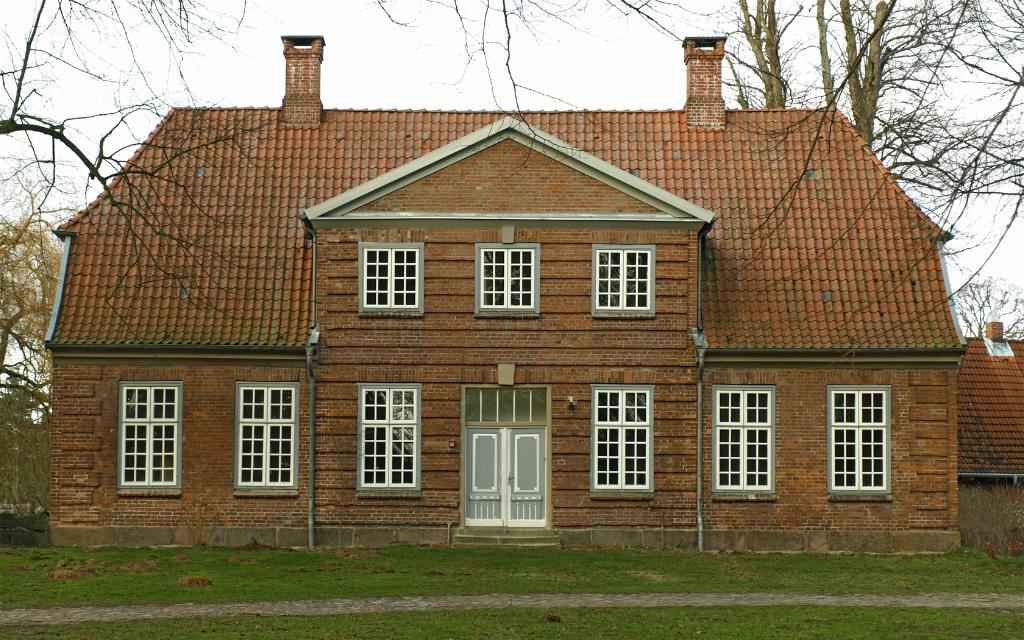
Maison de l'intendant, construite en 1791 à côté des bâtiments de ferme
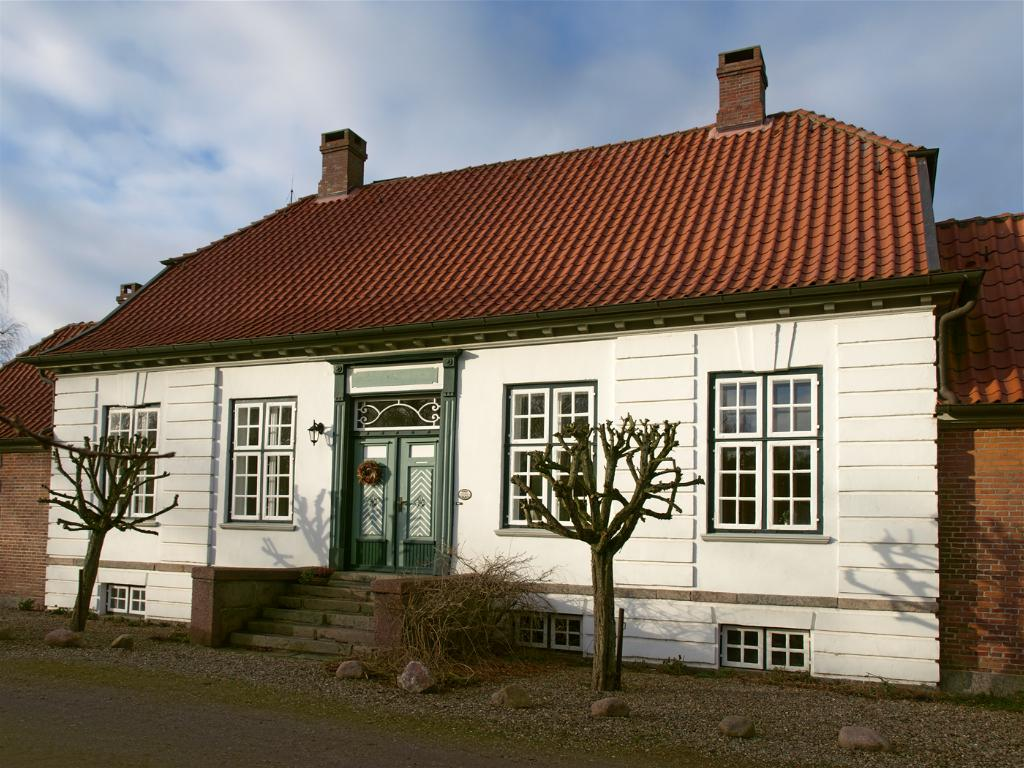
Maison du jardinier, ou maison de Matthias Claudius, construite en 1796
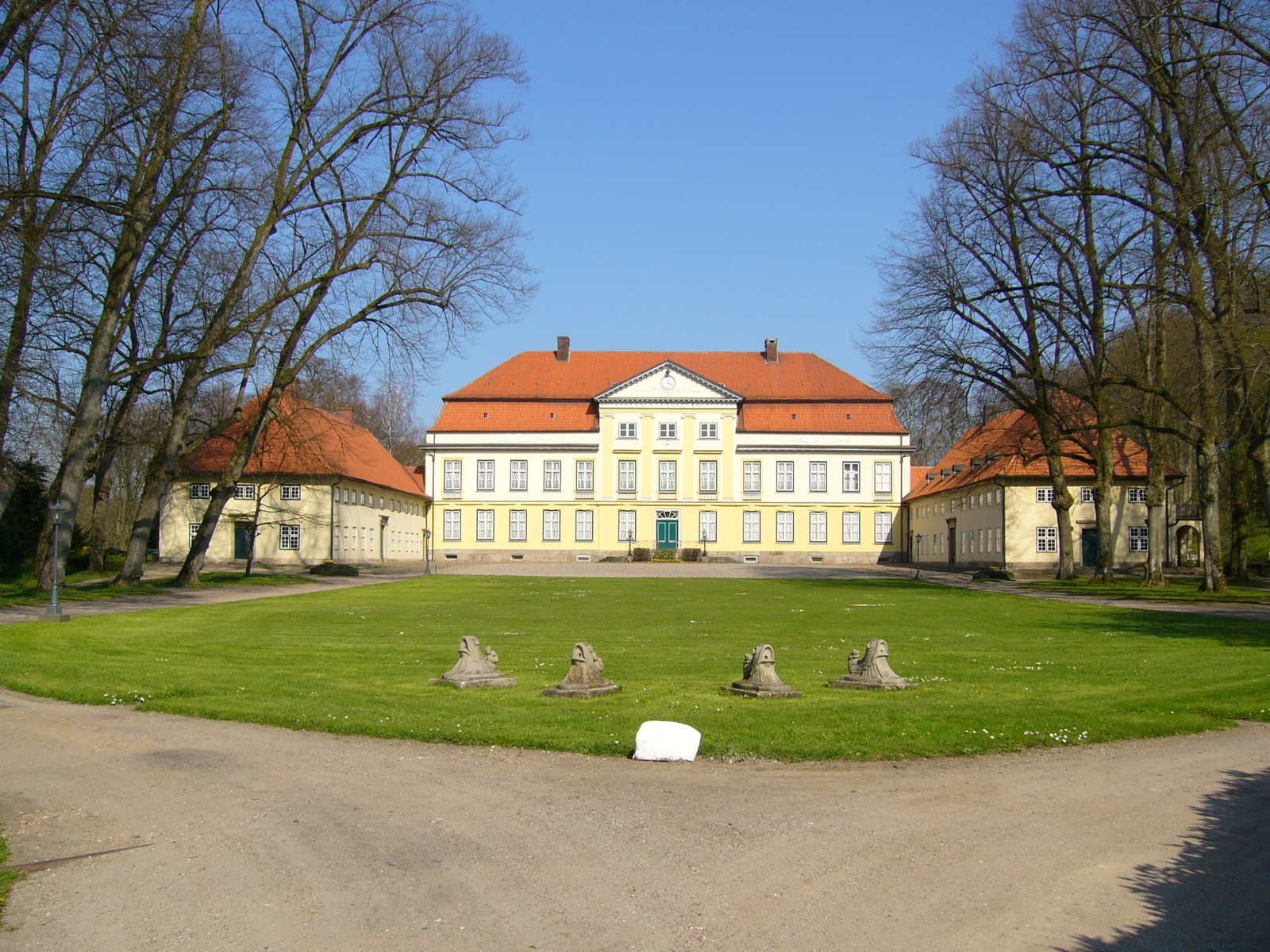
Vue du château d'Emkendorf
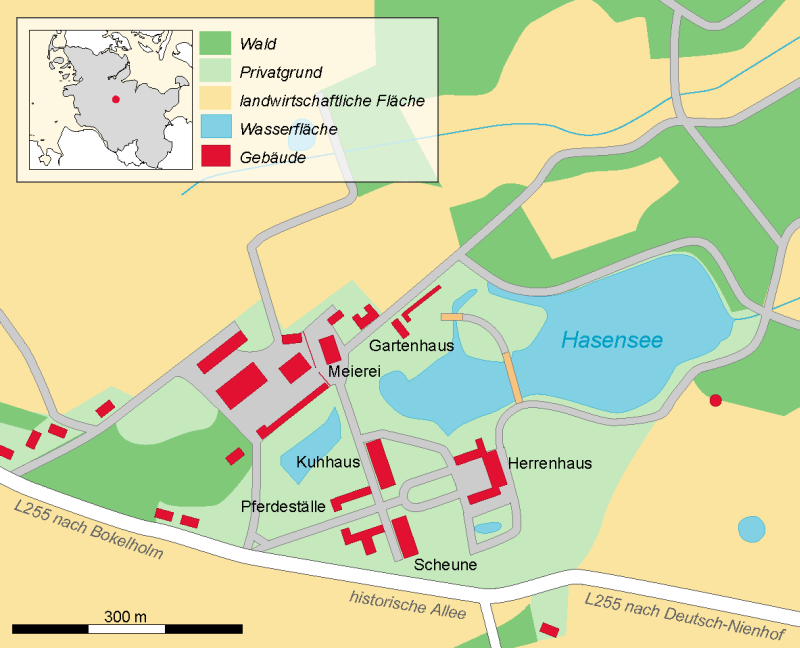
Plan du domaine d'Emkendorf

## Source
- (de) Cet article est partiellement ou en totalité issu de l’article de Wikipédia en allemand intitulé « Gut Emkendorf » (voir la liste des auteurs).